# UIC-Y-Wagen (DR)

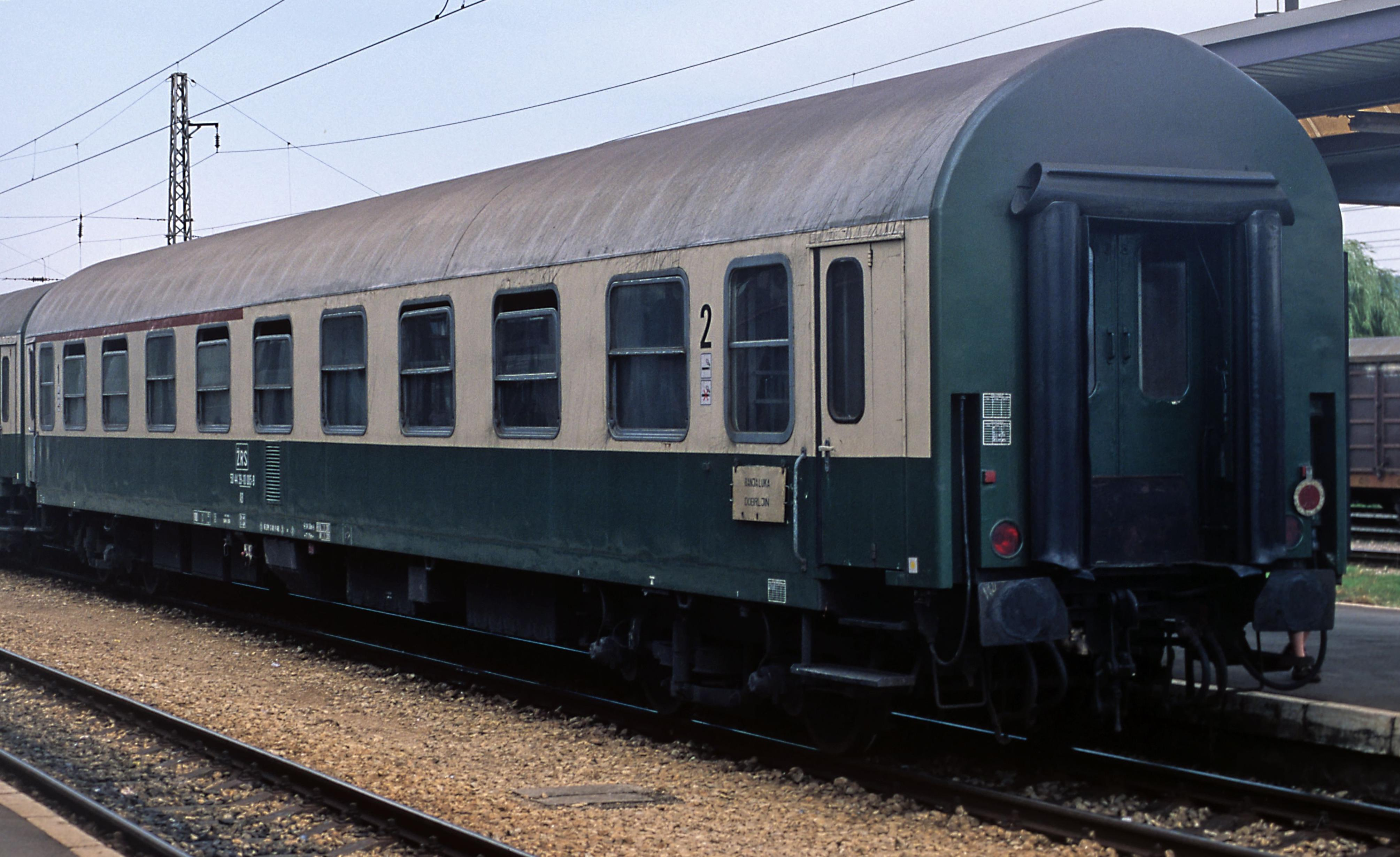
Gemischtklassiger Wagen Typ Y/B70 in DR-Fernverkehrsanstrich chromoxidgrün/elfenbein nach Abgabe an die ŽRS

Als UIC-Y-Wagen wird eine Familie von Reisezugwagen der Deutschen Reichsbahn bezeichnet, die ab 1962 in Dienst gestellt wurden. Es handelt sich um Abteilwagen für den Schnellzugverkehr. Sie wurden auch an andere Bahnverwaltungen des Ostblocks geliefert. Diese über Puffer 24,5 Meter langen Wagen wurden fast alle im VEB Waggonbau Bautzen gefertigt und daher oft als Bautzener Wagen bezeichnet. Es werden drei Bauarten unterschieden: B (OSShD), Y und Y/B 70. Die Wagen entsprechen den Spezifikationen der UIC für international verwendungsfähige RIC-Wagen und den Normen des osteuropäischen Eisenbahnverbandes OSShD.

## Geschichte
Im Rahmen der Bestrebungen, in Europa einheitliches Wagenmaterial zu schaffen, legte der Eisenbahnverband UIC in den frühen 1960er Jahren bestimmte Spezifikationen für einheitliche Wagenbauarten fest. Es handelt sich dabei um die Wagentypen X und Z (ab 1976) mit 26,4 Metern Länge und den Typ Y mit einer Länge über Puffer von 24,5 Metern. Die Wagenbreite der B-Wagen liegt bei 2863 Millimeter.

## Wagen Typ B
Erster Wagentyp in der UIC-Standardlänge waren Schnellzugwagen, die von der OSShD als Typ B eingeordnet wurden und noch nicht diversen UIC-Vorgaben entsprachen. Die OSShD schreibt die Übergangsfähigkeit auf russische Breitspur von 1524 Millimeter vor. Besonderes Merkmal des Typs Y ist ein verstärkter Rammschutz. Beide Vorhaben wirken sich in der Wagenkastenbauart aus. Auch der Abstand zwischen den Toiletten unterscheiden sich bei Y-Wagen mit 19 188 Millimetern und B-Wagen mit 19 163 Millimetern. Die Abteillänge von 1900 Millimetern in der zweiten und 2113 Millimetern in der ersten Klasse ist gleich. Bei AB-Wagen sehen die UIC-Musterzeichnungen wegen der unterschiedlichen Abteillänge ein Halbabteil vor, das wurde aber nur in Portugal und Frankreich auch ausgeführt. Bei in der DDR gebauten A- und AB-Wagen wurden identische Wagenkästen mit neun Abteilen verwendet.
Die DR-Wagen hatten – wie es die UIC-Konventionen vorsehen – Drehfalttüren sowie an den durch einen Gummiwulst geschützten Wagenübergängen Doppelschiebetüren in leichter Aluminiumbauweise. Die in Gummi eingefassten UIC-Übersetzfenster waren einheitlich 1200 Millimeter breit ausgeführt worden. Als Drehgestelle wurden die der Bauart Görlitz V mit einem Raddurchmesser von 950 mm verwendet. Der Wagenkasten war aus Stahl gefertigt, der Fußboden hatte eine Wellblechabdeckung. Die Bodenrahmen waren für den Einbau der automatischen Mittelpufferkupplung vorbereitet.
Die Abteile der ersten Klasse verfügen über sechs ausziehbare Einzelsitze (ähnlich den m-Wagen der DB), die der zweiten Klasse hatten Kunstlederbezug. Auf den beiden Bänken fanden acht Reisende Platz. Neben einer Niederdruckdampfheizung wurde auch eine Mehrspannungsheizung, die den Auslandseinsatz ermöglichte, eingebaut. Die übrigen elektrischen Einrichtungen versorgte ein von einem Radsatz über eine Gelenkwelle angetriebener Gleichstromgenerator.
Belüftet wurden die Wagen der DR-Y-Bauart mit einer Druckluftbelüftungsanlage. Deren Leistung betrug 800 Watt. Die Erwärmung der angesaugten Luft konnte sowohl mit Dampf als auch Elektrizität erfolgen. Über in der Dachdecke eingebrachte Luftkanäle gelangte diese in die Abteile. Diese Anordnung war für die charakteristische spitze Wölbung der Wagendächer der DR-Y-Wagen verantwortlich. Die Scheitelhöhe lag dadurch bei 4,25 Metern.
Eine erste Serie von 48 Bg-Wagen (später Bme) wurde 1962 aus Bautzen an die DR abgeliefert. Diese kamen sofort im Berliner Transitverkehr zum Einsatz. 1963 folgten 27 gemischtklassige Wagen Typ ABg und 21 Bg-Wagen. 1964 wurden 18 Wagen des Typs Ag, weitere 15 ABg-Wagen sowie 32 Liegewagen des Typs Bcg geliefert. Letztere hatten sechs Liegen pro Abteil im Nachteinsatz, für den Tagesverkehr waren acht Plätze vorgesehen.

## Wagen Typ Y
Bei den ab 1966 zu liefernden Wagen wurden einige konstruktive Änderungen vorgesehen, um diese Fahrzeuge mehr den UIC-Normen anpassen zu können. Die Wagenkästen verbreiterte man bei sich nun leicht verjüngenden Wagenenden um 19 mm auf 2882 mm. Die anderen Parameter waren weitgehend von der Vorgängerserie übernommen worden. Von 1966 bis 1970 wurden von dieser Bauart 22 Age, 66 ABge und 142 Bge-Wagen beschafft. Hinzu kommt ein Versuchs-Bg, der aus Nirosta hergestellt wurde, das gleiche Material, aus dem die DB ihre Silberlingwagen erbauen ließ.

## Wagen Typ Y/B 70
1969 überarbeitete der Waggonbau Bautzen die Konstruktion, um sie noch mehr den UIC-Forderungen anzugleichen. Statt der Druckbelüftung mit separater Dampf- und elektrischer Heizung wurde nur noch eine Luftheizung eingebaut. Die Frischluft wurde nun unter den Sitzen den Abteilen zugeführt. Die Aggregate wurden unter dem Wagenboden eingebaut. Die Abteildecken waren nicht mehr gewölbt, sondern eben mit einer schrägen Fläche über dem Fenster. Die mögliche Absenkung des Daches um 20 Zentimeter auf 4050 Millimeter erfolgte aber im Interesse eines weiterhin einheitlichen Zugbildes der mit UIC-Y-Fahrzeugen bestückten Wagengarnituren nicht. Neu an dieser Serie waren Übersetzfenster, die im geschlossenen Zustand plan mit der Wagenaußenhaut abschlossen und die Drehgestelle der Bauart Görlitz VI mit einem Raddurchmesser von 920 mm im Neuzustand, die eine Höchstgeschwindigkeit von 160 km/h statt bisher 140 km/h ermöglichten. Die Energieversorgung erfolgte durch zwei an Achslagerdeckel angeflanschte Drehstrom-Klauenpolgeneratoren. Statt der Stahlsorte St 37 wurde nun St 52 mit Kupferzusatz für die Außenhaut verwendet. Die Einstiege erhielten eine vierte Trittstufe. Die erhöhte Einbauvorbereitung für die Mittelpufferkupplung betraf auch die Kopfstücke.
Die 13-polige Leitung nach UIC 568 wurde eingebaut, damit wurde die Innenbeleuchtung zentral schaltbar. Gleichzeitig ermöglichte sie den Einbau einer Sprechanlage mit Lautsprechern in allen Abteilen. Ebenso wurde eine Türblockierung eingebaut, die eine automatische Verriegelung bei mehr als 5 km/h bewirkt. Der Einbau der Türschließeinrichtung war teilweise nur vorbereitet. Die dafür nötige Hauptluftbehälterleitung war serienmäßig vorhanden. Zwei Prototypen wurden erstellt.
1971 wurden von der DR Bme-Wagen beschafft, die weitgehend den Musterwagen entsprechen. Wagen gleicher Bauart gingen auch an die ČSD in der ČSSR und an die MÁV in Ungarn. Deren 1981 gelieferten 20 A- und 35 B-Wagen hatten aber das mögliche niedrigere Dach erhalten.
Erst 1973 wurden weitere Wagen an die DR geliefert. Diese hatten erstmals Türen aus GUP-Kunststoff erhalten. 30 Ame und 35 ABme-Wagen wurden geliefert, wobei die zweite Klasse Sitze mit verlängerter Rückenlehne und Kopfstützen erhalten hatte. Die für die mechanische Reinigung geschlossen außenwandbündig stehenden und nach innen übersetzenden Fenster bewährten sich vor allem wegen ihrer deutlich komplizierteren mechanischen Funktion auf Dauer nicht und wurden nach 1980 gegen gewöhnliche UIC-Übersetzfenster getauscht.
Alle UIC-Y/B-Wagen waren dunkelgrün mit grauem Dach lackiert. Der Bereich des Langträgers war bis in die 1970er Jahre hinein schwarz abgesetzt. Aus Kostengründen wurden dann der gesamte Wagenkasten in grün ausgeführt.
Wegen Finanzierungsproblemen konnte die ČSD im Jahre 1976 110 bestellte Wagen nicht abnehmen. Es handelte sich um 43 Ame-, 60 Bme-Wagen und sieben BDmse-Halbgepäckwagen. Diese bis auf die grünen BDmse in orange-beige lackierten Wagen nutzte die DR zur Einrichtung ihres Städteexpress-Netzes, das die Bezirkshauptstädte der DDR mit der Hauptstadt Berlin verband. Diese Wagen liefen auf modifizierten Drehgestellen der Bauart Görlitz V mit einem Laufkreisdurchmesser von 920 mm und besaßen statt der Knorr-KE- die tschechische Dako-Bremse. Die Inneneinrichtung entsprach dem üblichen DR-Standard, jedoch waren die Sprelacart-Wandverkleidungen in mahagonifarbigem Holzdekor ausgeführt. Alle Sitze hatten einen roten Farbton, auch die der Raucherabteile, die sonst in der zweiten Klasse in braun eingefärbt waren. Da die Wagen der zweiten Klasse den gleichen Wagenkasten und dieselben Sitze wie die erste-Klasse-Wagen besaßen, nur statt textil mit Kunstleder bezogen, wurden diese Wagen nach der Anlieferung neuer Wagen der Halberstädter Bauart zweiter Klasse für den Städteexpressdienst in Erste-Klasse-Wagen umgebaut. Ebenso wurden die Dako-Steuerventile zwischenzeitlich gegen solche der Bauart KE (Knorr-Bremse mit Einheitswirkung) gewechselt. Bei den gattungsrein gebildeten Städteexpresszügen wurde die Türschließeinrichtung erstmals praktisch eingesetzt.

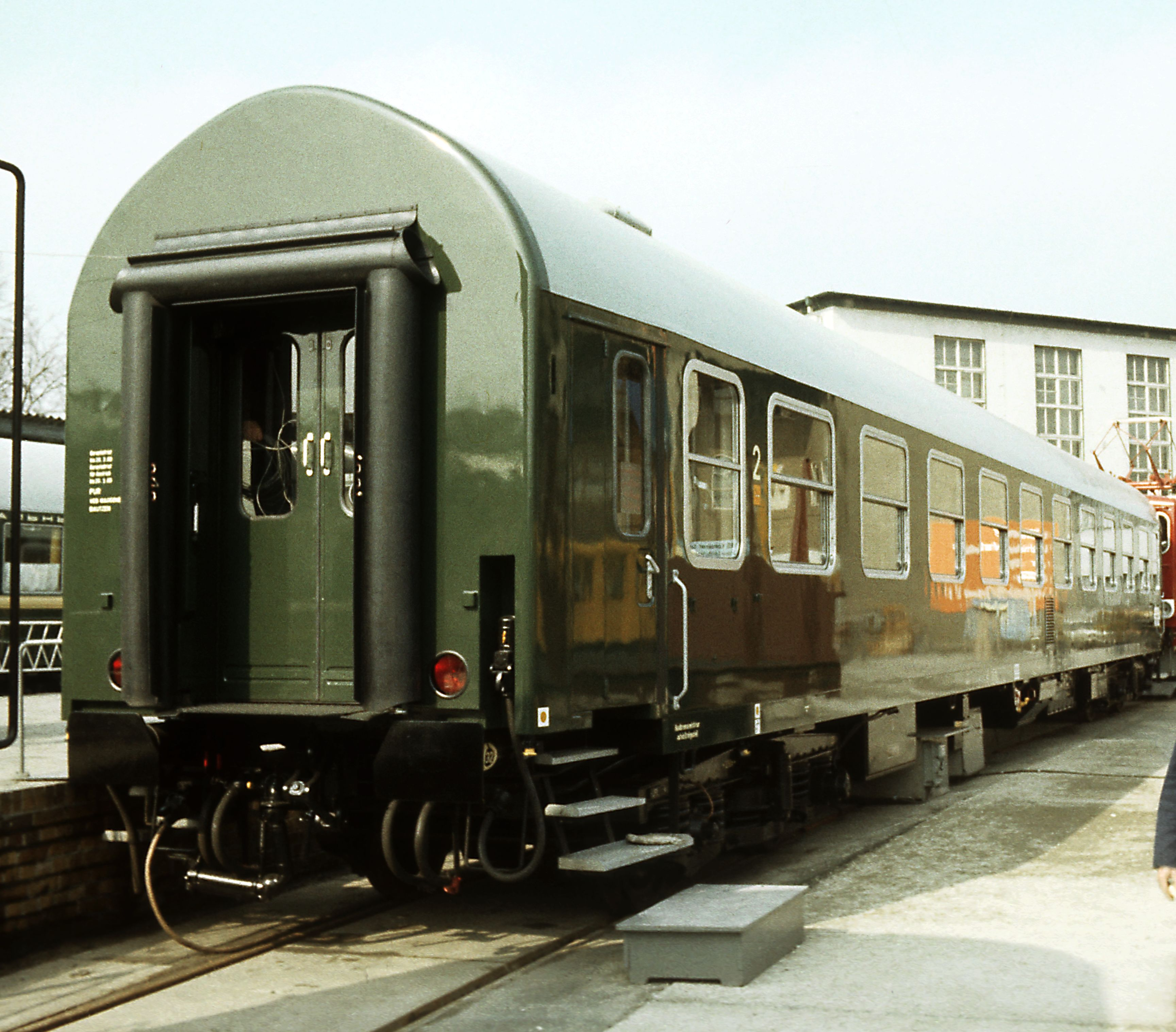
Y/B-70-Liegewagen Baujahr 1979

Der erste, ursprünglich für die ČSD gebaute Halbgepäckwagen existiert noch bei einem Leipziger Eisenbahnverein und ist damit das letzte erhaltene Exemplar. Eine betriebsfähige Wiederaufarbeitung ist vorgesehen. (Quelle: EMBB e. V.)
Die letzte Lieferung von Y/B-Wagen bestand aus 60 in den Jahren 1978/79 gefertigten Liegewagen der Bauart Bcme, die wieder in dunkelgrün lackiert waren. Diese liefen ebenfalls auf Drehgestellen der Bauart Görlitz V, allerdings in modifizierter Ausführung mit 920 mm Laufkreisdurchmesser.
Ähnlich dem orange-beigen Farbschema der Städteexpresswagen führte die DR in den 1980er Jahren eine neue Lackierungsvariante ein. Die Wagen wurden im Fensterbereich – wie die Städteexpresswagen – beige lackiert, darunter in hellerem Chromoxidgrün, die Dächer in weniger verschmutzungsanfälligem Rehbraun. Diese Farbgebung erhielten alle Fernverkehrswagen der DR in den Folgejahren. Der Ame mit der Betriebsnummer 51 50 19-40 110-5 wurde 1991 aus Versehen, wie es hieß, in den Interregio-Produktfarben der Deutschen Bundesbahn Fernblau/Pastellblau lackiert.

## Einsatz

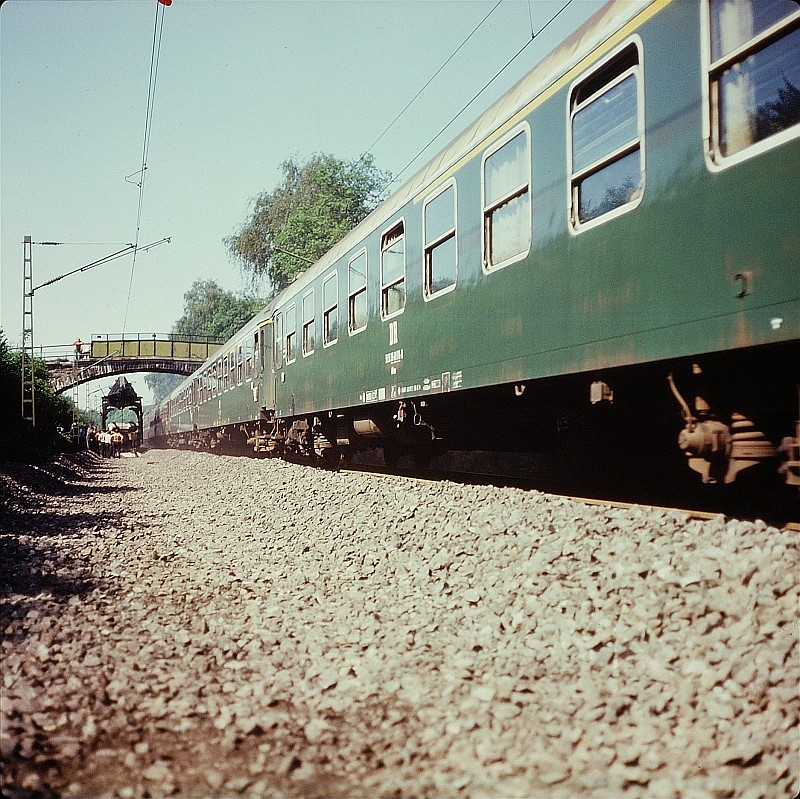
Ein aus UIC-Y-Wagen gebildeter Zug der DR im Jahr 1976, im Vordergrund ein gemischtklassiger Wagen

Alle UIC-Y-Wagen kamen im hochwertigen Schnellzugdienst zum Einsatz. Sie waren bis in die 1980er Jahre die bevorzugten Fahrzeuge für die Transitzüge Berlin-Westdeutschland, den Wechselverkehr DDR-Bundesrepublik (Interzonenzüge) und für sonstige internationale Fernzüge. In den 1980er Jahren wurden sie teilweise durch die Halberstädter Schnellzugwagen etwas aus diesen Diensten verdrängt. Sie verdrängten nunmehr die Modernisierungswagen – Eigenumbauten der DR aus Vorkriegswagen – aus dem Schnellzugdienst hin zu Eilzügen.
Nach der Wende in der DDR wurden viele Y-Wagen an die Bundesbahn vermietet, wo sie nach Asbestproblemen ausgemusterte DB-Wagen überwiegend in Eilzügen ersetzten. Nach 1992 wechselten die Wagengattungen der Y-Wagen auf das einfache A, B, AB und Bc ohne weitere Nebengattungszeichen. Eine 500er Bauartnummer deutete auf die baldige Ausmusterung aller dieser Wagen hin, die Mitte der 1990er Jahre vollzogen wurde.

## Speisewagen
Noch bevor die Hauptserie der ersten Wagen des Typs B ausgeliefert wurde, bestellte die Mitropa neue Speisewagen der Bauart WRg (später WRme) beim Waggonbau Bautzen. Zwanzig Wagen wurden ab Januar 1962 in Dienst gestellt. Ihre technischen Parameter ähnelten schon weitgehend den erst später genormten Typen B und Y, allerdings sind sie mit 24 900 Millimetern Länge über Puffer 400 Millimeter länger, als es die Standardlänge vorsieht. Das Dach hatte noch nicht die für die DR-UIC-Y-Wagen typische Wölbung. Die Wagen besaßen noch keine Drehfalttüren, sondern Drehtüren mit versetztem Drehpunkt. Auch die Fenster unterschieden sich in Form und Größe von der UIC-Einheitsbauart.
Die Innenraumeinrichtung entsprach noch weitgehend der Vorkriegsspeisewagen mit zwei Speiseräumen zu 24 und 18 Sitzplätzen, die durch eine epochentypische nierenförmige Wandöffnung getrennt waren, die diesen Wagen in Ost und West später zum Kult werden ließ. Auch diese Wagen besaßen trotz des niedrigeren Daches eine Druckbelüftungsanlage. Für den Herd wurde aber statt der bisher üblichen Kohlenbeheizung nunmehr eine solche mit Öl gewählt.
In einem Speisewagen dieser ersten Neubauserie (Nr. 115) wurden Versuche gemacht, vorgefertigte Speisen mit Mikrowellengeräten aus sowjetischer Produktion zu erwärmen. Dazu wurde ein Speiseraum um eine Abteilbreite gekürzt und mittels einer Zwischenwand ein Raum für ein Generatoraggregat abgetrennt. Dieses sollte den erheblichen Energiebedarf der Mikrowellengeräte decken. Dem Versuch war allerdings kein Erfolg beschieden, und man entfernte Mikrowellengeräte und Stromaggregat wieder. Ein Rückbau der Trennwand erfolgte jedoch nicht. Der betreffende Speisewagen ist heute noch erhalten.
Die Einsätze dieser Wagen erfolgten vornehmlich im Transitverkehr Berlin-Westdeutschland und in einigen ausgewählten Fernzügen. Zwei Wagen waren in hellblau für den Tourex-Zug vorgesehen. Die anderen Wagen entsprachen der üblichen Mitropa-Norm mit weinrotem Anstrich und gelben Zierlinien, die später bei fälligen Revisionen entfielen.
Mit Beginn der 1990er Jahre wurden die meisten Wagen ausgemustert und zerlegt, einige gelangten zu Interessentengruppen wie Museumsbahnen.

## Schlafwagen
Von den Bauarten B und Y wurden auch Schlafwagen beschafft, die bis auf die Fensteranordnung den Sitzwagen technisch weitgehend entsprachen. Eine erste Serie, die dem Typ B entsprach, lieferte die Waggonfabrik Görlitz 1962 mit 25 Exemplaren an die DR. Davon war ein Wagen mit Gepäckabteil für den »Tourex« ausgeführt. Die Fahrzeuge hatten 10 Abteile mit jeweils bis zu drei Betten und waren als WLABge eingestellt. Zwei Abteile konnten jeweils zusammengelegt werden. 16 Wagen trugen den Mitropa-roten Anstrich mit gelben Zierstreifen, acht Fahrzeuge und der Halbgepäckwagen WLABD waren im Tourexblau lackiert worden und kamen in diesem Touristikzug, der zum Schwarzen Meer fuhr, in Einsatz.
Nach dem gleichen Bauprinzip folgten 1967 weitere 10 Schlafwagen. Diese waren aber durch eine überarbeitete Außenbeblechung besser schallisoliert worden. Die 1970 anschließende Serie von 25 Fahrzeugen, jetzt nach UIC-Typ Y, liefen auf Görlitz VI-Drehgestellen und konnte damit bis zu 160 km/h eingesetzt werden. Diese Wagen entsprachen der Serie, die schon 1968 an die ČSD geliefert wurde. Vier 1991 überholte Wagen wurden mit GP 200-Drehgestellen ausgerüstet.
Eine letzte Serie WLAB(me)-Wagen konnte die DR 1978 übernehmen, die in den meisten Parametern mit den Vorgängern übereinstimmten, nun allerdings dem Typ Y/B 70 entsprachen. Bei diesen entfiel die Möglichkeit, benachbarte Abteile zu verbinden. Außerdem wurden die Betten in die Tagstellung nach unten geklappt. Alle DR-Schlafwagen wurden nicht klimatisiert, obwohl sie für den Einbau einer Klimaanlage vorbereitet waren. Das bedeutete schließlich Ende der 1990er Jahre ihre vorzeitige Ausmusterung. Die neueren wurden verkauft, vorwiegend nach Bulgarien.
Für die SŽD lieferte die Waggonfabrik Görlitz auf der Basis des UIC-Typs Y mehrere Serien Schlafwagen, die an die klimatischen Verhältnisse in der ehemaligen UdSSR angepasst sind und vorwiegend für den Wechselverkehr mit dem europäischen Regelspurnetz vorgesehen waren. Äußerlich fallen sie durch gesickte Seitenwände, nach innen aufschlagende Türen, einteilige Fenster und Kupplungsaufnahmen für die SA3-Mittelpufferkupplung auf. Auch die ČSD erhielt derartige Fahrzeuge. Sie sind, in unterschiedlicher Weise modernisiert, noch heute im Einsatz.

## Postwagen
Die Deutsche Post beschaffte zwei Serien von Bahnpostwagen nach dem UIC-Typ Y. 1968 stellte man die Wagen der Gattung Postm-bII/24,2 in Dienst. Diese in Jugoslawien gebauten Wagen liefen auf Drehgestellen der Bauart Görlitz V mit 950 Millimetern Laufkreisdurchmesser. Wegen der zulässigen Lademasse von 22 Tonnen wurde die Bremse der Bauart KE mit automatischer Lastabbremsung ausgerüstet (KE-GPR-A). Sie verfügten über keine Wagenübergänge und nur an einem Wagenende einen Einstiegsraum. Am anderen Wagenende gab es lediglich auf einer Seite eine Rangierkabine. Wie bei vielen Postwagen mit über die Kopfstücke vorgezogenem Wagenkasten war der Stirnwandausschnitt nur so groß, dass der Berner Raum freigehalten wurde. Auf jeder Wagenseite gab es zwei einflüglige Ladeschiebetüren und im Inneren einen Briefraum und zwei Laderäume für Postrollgutbehälter.
1977 wurde eine zweite Serie mit kleinen Veränderungen beschafft. Die Wagen der Gattung Postme-bII/24,2 lieferte die Firma Rába in Ungarn, sie liefen auf Drehgestellen der Bauart Görlitz VI K-Mg Post mit 920 mm Laufkreisdurchmesser, der Einbau der Magnetschienenbremse war jedoch nur vorbereitet. Die auffälligste Veränderung waren die Stirnwandausschnitte in voller Höhe, die wegen des Einbaues der 13-adrigen UIC-Leitung nötig wurden. Die Lage der Fenster änderte sich leicht, die Innenraumaufteilung blieb im Prinzip unverändert, die Lademasse sank auf 20 Tonnen. Ausgemustert wurden die Postwagen mit dem Ende der klassischen Bahnpostbeförderung in Deutschland 1997.
Die DR hatte von den Y/B-Wagen keine Gepäckwagen bauen lassen. Derartige Fahrzeuge, von unterschiedlichen Herstellern geliefert, gab es jedoch bei anderen Bahnverwaltungen wie MÁV, ČSD und BDŽ. Sie sind teilweise noch im Einsatz.

## Ausland

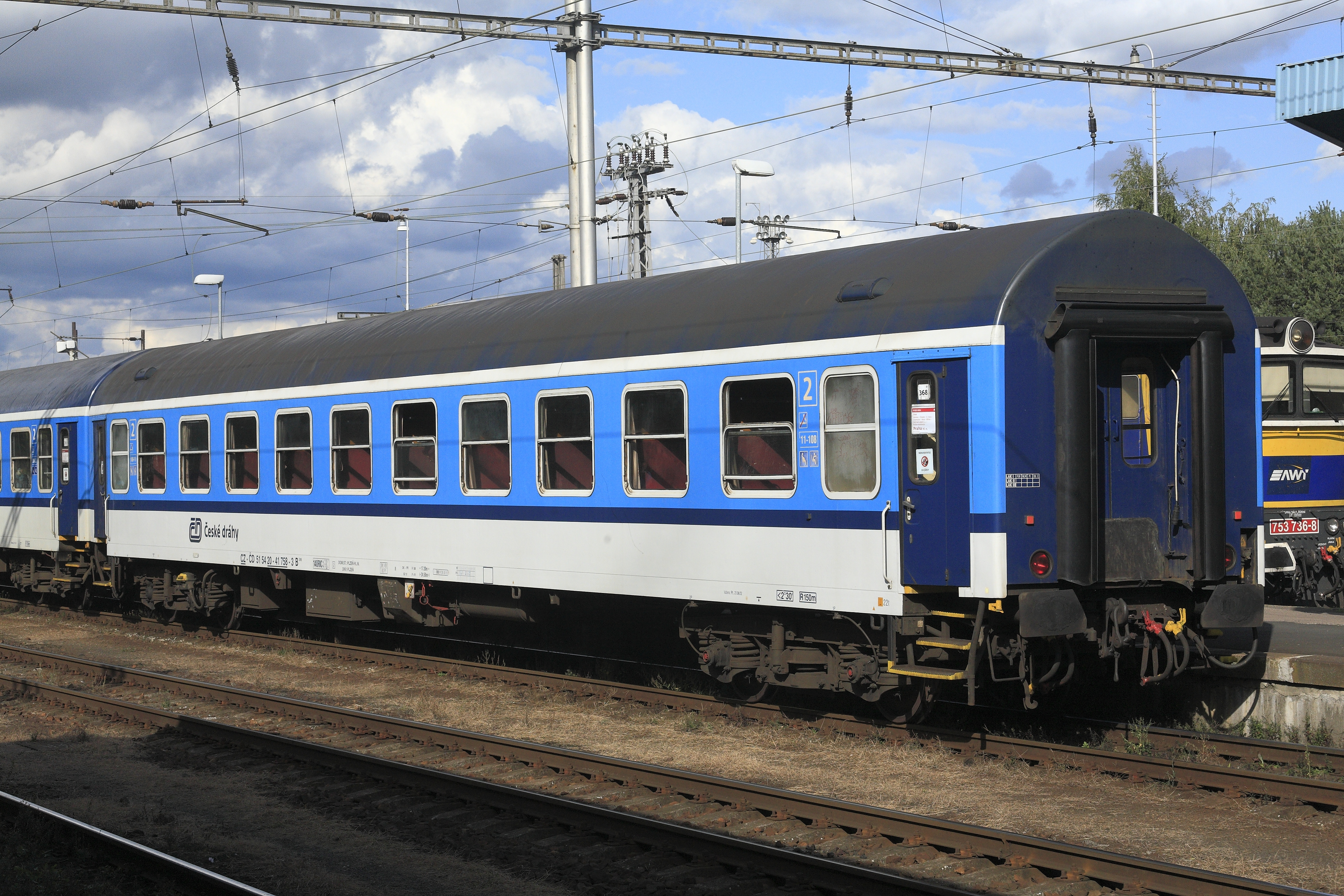
Zweite-Klasse-Wagen der ČD, Typ Y/B 70 im Ursprungszustand

Weitere Fahrzeuge gingen vor allem nach der ČSSR. Insgesamt fertigte Bautzen für die ČSD rund 2370 Wagen der UIC-Y-Bauart. Hierzu zählen eine Serie von 50 Speisewagen (WRa), gleich viele Schlafwagen (WLABa), kombinierte Post- und Gepäckwagen (Dfsa), reine Gepäckwagen (Dsa) und Halbgepäckwagen (BDsa), von denen einige auch zur DR gelangten. ČD und ZSSK als Nachfolger der ČSD setzen die Wagen weiterhin in hochwertigen Diensten ein. Zahlreiche Fahrzeuge wurden auf Scheibenbremsen und druckluftbetätigte Schwenkschiebetüren umgerüstet.

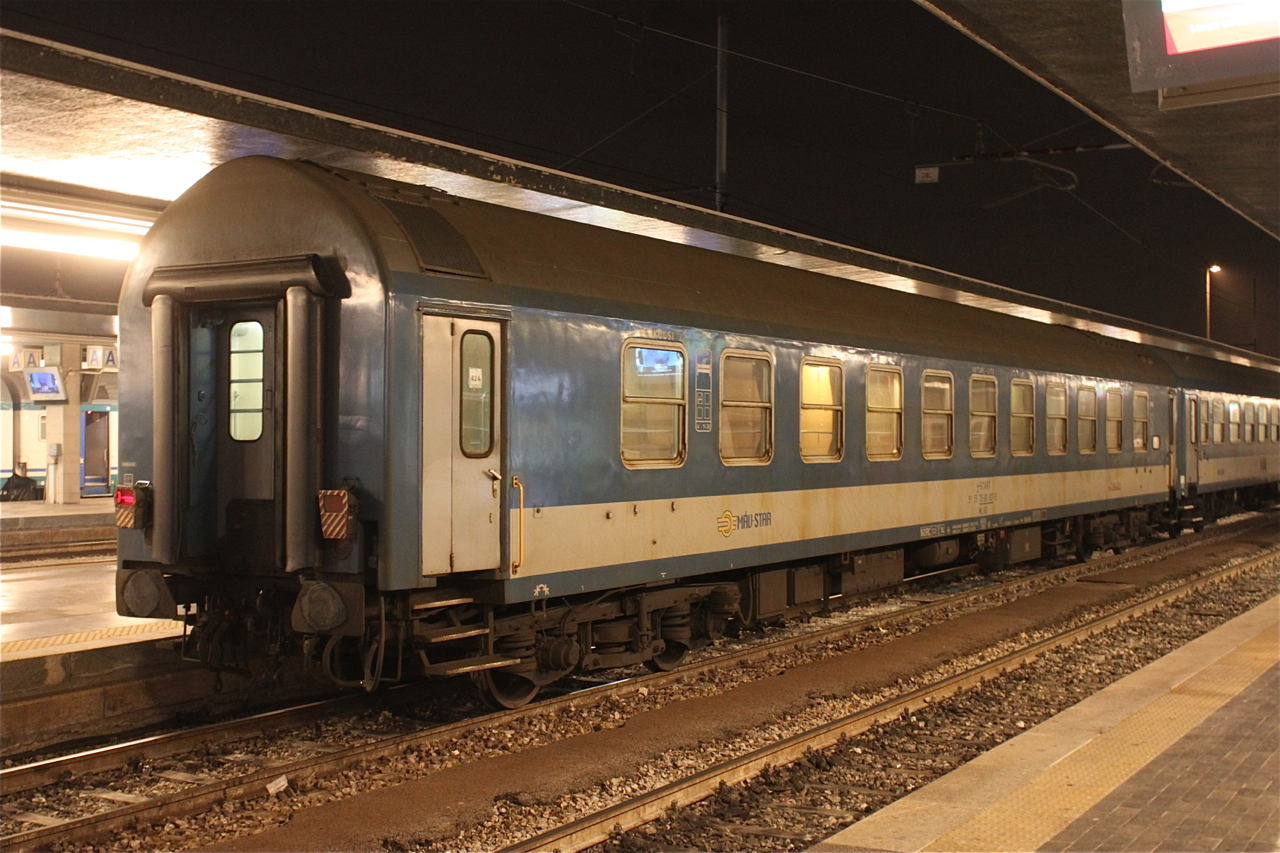
Görlitzer Schlafwagen der MÁV, Typ Y/B 70 Bauart 1978 im Bahnhof Venezia Santa Lucia

Neben den bereits erwähnten Fahrzeugen wurden 50 Y/B-Wagen von Bautzen 1978 als Bdmu an die PKP geliefert. Weitere 50 Fahrzeuge folgten in den 1980er Jahren. Zu diesen Wagen kamen noch 50 Schlafwagen, die denen der DR- und ČSD-Ausführung weitgehend glichen. Sie wurden spurwechselfähig ausgelegt, zu erkennen an den Aufnahmen für die SA-3-Mittelpufferkupplung, drei Schlusslampen pro Wagenende und einer abweichenden Länge über Puffer von 24,58 Metern. Die ungarische MÁV hatte 65 Y/B-Wagen eingestellt, die ein niedrigeres Dach als die anderen Fahrzeuge besaßen. 179 Wagen unterschiedlicher Ausführungen bezog auch die bulgarische BDŽ aus Bautzen. Rumänien hatte ebenfalls Wagen des Bautzener Typs im Betriebsmittelpark. Hersteller in der Tschechoslowakei, Polen, Ungarn und Rumänien bauten ebenfalls Wagen des UIC-Typs Y. Die Wagen sind jedoch eigenständige Konstruktionen, die mit den vom Waggonbau Bautzen nur in den Hauptabmessungen übereinstimmen.
Größter westeuropäischer Kunde, der Bautzener Y-Wagen bestellte, waren die griechischen Staatsbahnen OSE. Eine große Serie wurde in den Iran geliefert, diese Wagen liefen auf Minden-Deutz MD-36-Drehgestellen. Y/B-Wagen, darunter auch Großraumwagen, wurden auch nach Syrien und in den Irak exportiert.

## Salonwagen
Von den Bauarten Y und Y/B70 wurden auch Salonwagen ausgeführt. Eine große Anzahl in Sonderbauweise wurde für den Regierungssonderzug der DDR verwendet. Diese behielten den klassischen dunkelgrünen Anstrich mit grauem Dach und schwarz abgesetzten Langträgern bis zum Schluss, zusätzlich waren Eigentumsmerkmale in polierter Metallausführung und Staatswappen in Bronzegussausführung angebracht. Die Wagen der Regierung waren auf 1520 mm umspurbar, erkennbar an den SA3-Kupplungsaufnahmen, höhenverstellbaren Übergangsbrücken und drei Schlusssignallampen pro Wagenende. Die Wagen des Stabszuges der NVA waren nicht umspurbar ausgelegt. Weitere Salonwagen gingen ebenfalls nach Syrien, den Irak und den Iran.